# Niels Grønbech (musiker)
Niels "Niller" Grønbech (født 9. oktober 1947 i Brønderslev) er en dansk bassist, der er kendt for sin medvirken i rockgruppen Shu-Bi-Dua, hvor han var medlem fra 1973-1977.
Ifølge guitarist Michael Hardinger spillede han og Niels Grønbech første gang sammen i teenagebandet Fanmakers i 1964, der som gruppe havde base i Vangede. Nogle år senere i 1973 var Grønbech var med til at etablere Shu-Bi-Dua, oprindelig under navnet Passport (fra 1971), sammen med Hardinger, Michael Bundesen, Poul Meyendorff, Jens Tage Nielsen og Bosse Hall Christensen. Under koncerterne med bandet læste han små digte op. Han var med til at indspille de fire første af gruppens albums.
Grønbech forlod bandet i 1977 efter at han blev færdiguddannet som ingeniør og fik job i udlandet. Han blev erstattet af Kim Daugaard. Han har siden boet rundt om i verden bl.a. mange år i Beijing.
Ved premieren på Shu-bi-dua - The Musical på Fredericia Teater var Shu-Bi-Dua samlet igen, og Grønbech fløj ind fra Shanghai.

## Diskografi
- Shu-bi-dua, 1974
- Shu-bi-dua 2, 1975
- Shu-bi-dua 3, 1976
- Shu-bi-dua 4, 1977

## Reference
1. ↑  40 år i A-dur, side 32
2. 1 2  Historien om Shubidua. shubidua.nu. Hentet 10/10-2018
3. 1 2 3  Her er de ukendte shubber. BT. Hentet 10/10-2018
4. ↑  42 år efter debuten: Her hyldes Bundesen og Shu-bi-dua på scenen. TV 2. Hentet 26/9-2015